# Kellner Verlag
Der Kellner Verlag, auch firmierend unter SachBuchVerlag Kellner, gegründet 1988 von Klaus Kellner, verlegt neben Fach- und Sachbüchern für Interessenvertretungen auch Bremensien.

## Aktivitäten
Neben dem Buchgeschäft wird seit 1999 auch die Zeitschrift rostfrei verlegt, die mit den kostenlosen Zeitschriften »Wohnen im Alter« und »Älter werden in Bremen« Informationen für Senioren im Gebiet von Bremen bietet. Der Verlag veranstaltet auch Gruppenreisen. Weiterhin gehören zum Tätigkeitsbereich der  Vertrieb von Taschenkalendern für Gewerkschaften und Marketingdienstleistungen. Autoren des Verlages sind unter anderem Dagmar Papula, Johann-Günther König, Bernhard Baumann-Czichon, Jutta Berninghausen, Christine Krause, Béatrice Hecht-El Minshawi, Birgit Ramsauer und der Bremer Staatsrat Hans-Henning Lühr.